# Giulio Carpioni

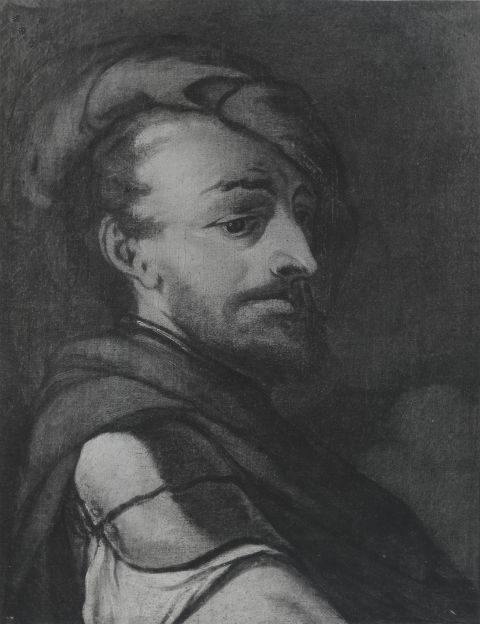
Selbstporträt von Giulio Carpioni

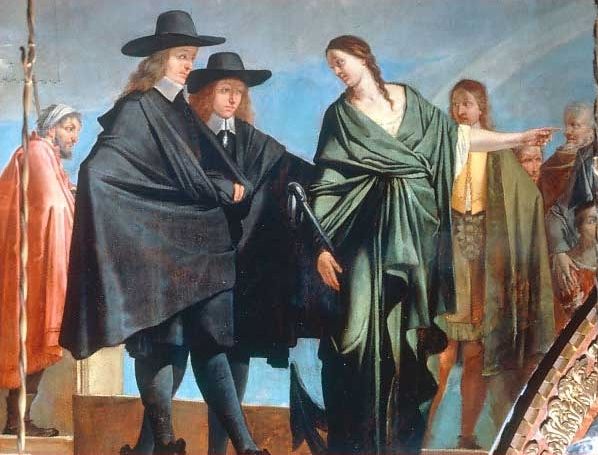
Madonna in der Glorie, Tugenden und Bildnis des Francesco Grimani von Giulio Carpioni

Giulio Carpioni (* 1613 in Venedig; † 29. Januar 1678 in Vicenza) war ein italienischer Maler und Radierer des frühen venezianischen Barock.

## Leben
Giulio Carpioni war ein Schüler des venezianischen Malers Alessandro Varotari. Durch ihn wurde er früh auf die Werke Tizians aufmerksam, aber auch die Arbeiten von Jean Leclerc und Carlo Saraceni beeinflussten seine künstlerische Entwicklung.
Um 1631 reisten er und Varotari nach Bergamo, wo sie die lombardische Kunst studierten. Auf dem Rückweg nach Venedig lernte Carpioni den Maler Pietro della Vecchia kennen. Weitere Einflüsse auf sein eigenes Werk hatten die Radierungen von Odoardo Fialetti, Simone Cantarini und Pietro Testa, sowie durch letzteren indirekt auch die Bacchusmotive von Nicolas Poussin, die Testa in seinen Werken aufgriff.
1638 ließ sich Carpioni in Vicenza nieder. Seine frühest datierten Werke sind zwei Lünetten, Die Glorifizierung des Podestà Vincenzo Dolfin (1647) und Glorifizierung des Podestà Girolamo Bragadin (1648), deren Stil sehr an den Maler Francesco Maffei erinnert und die sich heute beide im städtischen Museum von Vicenza befinden.
Danach folgten Das Martyrium der Heiligen Katharina (1648; Vicenza, Kirche Santa Caterina), ein Selbstporträt (Pinacoteca di Brera) und mythologische Fresken (ca. 1650, Villa Caldogno Nordera). Zu jener Zeit dominierte Maffeis barocker Malstil das Kunstgeschehen in Vicenza und dieser Einfluss spiegelte sich auch stark in Carpionis damaligen Werken wider, wie z. B. die Anbetung der Könige (ca. 1650; Vicenza, Museum Civico). Sein einige Jahre später datiertes Bild St. Nikolaus’ Austreibung der Dämonen (ca. 1656; Vicenza, Kapelle Santa Nicola) zeigt dagegen eine Abkehr von der Überschwänglichkeit des Barock, hin zur Natürlichkeit eines Caravaggio.
Nachdem Maffei 1657 die Stadt verlassen hatte, um nach Padua zu ziehen, begann Carpionis schöpferischste Lebensphase. So finden sich in der Kapelle Santa Chiara in Vicenza mehrere Arbeiten von ihm (z. B. Die fünf Heiligen, 1663). Er schuf zudem weitere eindrucksvolle Fresken, die sich heute in Museen und Gebäuden der Stadt befinden. Sein wichtigstes Spätwerk stammt von 1671 und befindet sich an der Decke der Kapelle von St. Nikolaus in Vicenza. Es handelt sich um elf Bilder, die den Triumph von St. Nikolaus und den Tugenden darstellen. Von besonderer Originalität sind seine kleinformatigen, charmanten Bacchanalien, die den Einfluss von Testa und Tizian widerspiegeln. Weitere von Carpioni bevorzugte Themen waren der Sieg des Silen und das Reich des Hypnos, die ihn zu verschiedenen Bildern inspirierten.
Neben der Ölmalerei fertigte er auch zahlreiche Radierungen an, mit vorwiegend religiösen und mythologischen Motiven. Sie sind heute beispielsweise in der Uffizi oder dem Ashmolean Museum zu besichtigen.
Giulio Carpioni starb 1678 in Vicenza und wurde dort in der Kirche San Michele bestattet. Sein Sohn Carlo soll auch Maler gewesen sein. Ihm werden verschiedene Werke in Veroneser Kirchen zugeschrieben, die jedoch nicht mehr auffindbar sind.